# Ainars Mielavs
Ainars Mielavs (ur. 10 września 1960 w Rydze) – łotewski piosenkarz i kompozytor, tworzący zarówno samemu, jak i z grupami Jauns Mēness oraz Mielavs un Pārcēlāji. Siedmiokrotny zdobywca łotewskiej nagrody muzycznej.
W okresie od 1987 roku do 1999 roku, był wokalistą grupy Jauns Mēness. Zespół grał łotewski folk rock lub rock bałtyjski. Stopniowo Mielavs stawał się jednym z najpopularniejszych piosenkarzy łotewskich. W 1997 wziął udział w nagrywaniu albumu Imantsa Kalniņša Par lietām, kuras tā arī nekad nepāriet, z których najbardziej popularną piosenką była Tā, zaśpiewana wraz z Agnese Barone.
W roku 2000 pojawił się jego pierwszy solowy album, pt. Es nāku uz taviem smiekliem z popularnymi Atpogā manu kreklu i Labradors, jak również piosenką On My Way To The Big Light wraz z angielską grupą The Waterboys, która zdobyła łotewską nagrodę muzyczną roku 2000 w kategorii utwór popowy lub rockowy. W roku 2002, Ainars Mielavs wydał swój drugi album solowy pt. Ar dzimtenes sajūtu miegā, jak również wersję rosyjskojęzyczną С чувством родины во сне. Największą popularność zdobyła piosenka Tu saviļņoji mani, która uzyskała Nagrodę Roku jako najlepszy utwór popowy i najlepszy teledysk. Album stał się również popową płytą roku. W roku 2003 pojawił się następny album Mielavsa Dzīvais porcelāns, który jednak nie dorobił się tak wielkiej popularności jak dwa poprzednie.
W roku 2005 wraz z byłymi członkami zespołu Jauns Mēness – Gintsem Solą oraz Jurisem Kroičsem – założył nowy zespół o nazwie Mielavs un Pārcēlāji. W tym samym roku pojawił się ich debiutancki album pt. Parunā ar sevi oraz następny Tad kad pasauli pārdos.

## Dyskografia

### zJauns Mēness
- Aizlaid šaubas negaisam līdz (1991)
- Izrāde spogulī (1993)
- 100 + 1 vēlēšanās (1995)
- The Best of Jauns Mēness (1995)
- Sirdspukstu intervāls (1996)
- Garastāvoklis (1997)
- Dzīvotājs (1998)
- Kopotie Ieraksti (2001)

### zImantsem Kalniņšem
- Par lietām, kuras tā arī nekad nepāriet (1997)
- I love you (1999)

### Kariera solowa
- Es nāku uz taviem smiekliem (2000)
- Ar dzimtenes sajūtu miegā (2002)
- С чувством родины во сне (2002)
- Dzīvais porcelāns (2003)
- Живой фарфор (2003)
- Koncerts Nacionālajā teātrī (2004)
- Audiobiogrāfija (2010)

### zMielavs un Pārcēlāji
- Parunā ar sevi (2005)
- Tad, kad pasauli pārdos (2006)
- Bezgalīga lēnā deja (2008)
- Nospiedumi (2009)